# ジロ・デ・イタリア 1964
ジロ・デ・イタリア 1964(Giro d'Italia 1964) は、自転車による競走である「ジロ・デ・イタリア」の47回目のレースである。1964年5月16日から6月7日まで全22区間、全行程4,119kmで行われた。

## 結果
ジャック・アンクティルが2回目の総合優勝を果たした。その後、アンクティルは、激戦となった同年のツール・ド・フランスも制覇し、ダブルツールを達成した。

### 総合成績
|    | 選手名                     | 国籍     | 時間            |
| -- | -------------------------- | -------- | --------------- |
| 1  | ジャック・アンクティル     | フランス | 115時間10分27秒 |
| 2  | イターロ・ツィリオーリ     | イタリア | +1分22秒        |
| 3  | ギド・デロッソ             | イタリア | +1分31秒        |
| 4  | ヴィットリオ・アドルニ     | イタリア | +2分22秒        |
| 5  | ジャンニ・モッタ           | イタリア | +2分38秒        |
| 6  | レンツォ・フォントーナ     | イタリア | +3分30秒        |
| 7  | マルチェッロ・ムニャイーニ | イタリア | +5分05秒        |
| 8  | フランコ・バルマミオン     | イタリア | +6分00秒        |
| 9  | ロルフ・マウラー           | スイス   | +7分47秒        |
| 10 | フランコ・ビトッシ         | イタリア | +9分20秒        |

### マリア・ローザ 保持者
| 選手名                 | 国籍     | 首位区間 |
| ---------------------- | -------- | -------- |
| ヴィットリオ・アドルニ | イタリア | 第1      |
| ミケーレ・ダンチェッリ | イタリア | 第2      |
| エンツォ・モゼール     | イタリア | 第3-第4  |
| ジャック・アンクティル | フランス | 第5-最終 |

### 山岳賞結果
| 山岳賞 | フランコ・ビトッシ     |
| 2位    | アントニオ・ゴメス     |
| 3位    | フランコ・バルマミオン |